# Локс Ланд (острво)
Острво Локс Ланд (енгл. Loks Land Island, инуктитут Takuligjuaq) је једно од острва у канадском арктичком архипелагу, поред источне обале Бафинове земље. Острво је у саставу канадске територије Нунавут.
Острво је открио Мартин Фробишер и назвао га је по спонзору своје експедиције, Мајклу Локу (Michael Lok).
Површина износи око 419 km².
Острво је ненасељено.